# Шолпо, Евгений Александрович
Евгений Александрович Шолпо (11 апреля [23 апреля] 1891, Псков — 5 января 1951, Ленинград) — советский изобретатель, музыкант, искусствовед и писатель.

## Биография
Евгений Александрович Шолпо родился 23 апреля 1891 году в семье псковского нотариуса Александра Егоровича Шолпо и его жены Евгении Федоровны (урожд. Адамсон; 1872—1942, умерла во время блокады Ленинграда). Родители Евгения Александровича — лютеране, их родной язык — немецкий.
В 1917 году Шолпо написал фантастический рассказ «Враг музыки», в котором описал «механический оркестр» — машину, способную самостоятельно исполнять сложные музыкальные композиции. Тогда же он вместе с Арсением Авраамовым в Петрограде создал «Общество им. Леонардо да Винчи». Участники общества обсуждали проекты устройств, позволявших создавать и исполнять музыку без участия живых музыкантов.
В 1920-х годах Шолпо, Авраамов, Цехановский и другие новаторы работали над концепцией «рисованного звука»: мелодии создавались посредством создания графики звуковых дорожек на киноплёнке.
В 1931 году Шолпо сконструировал музыкальный инструмент, получивший название «вариофон». Вариофон представлял собой оптический синтезатор, изготавливающий оптическую фонограмму непосредственно с партитуры композитора без участия исполнителей. Музыка записывалась на движущуюся 35-мм плёнку с помощью вырезанных зубчатых дисков разной формы, изменявших очертания звуковой дорожки (т. н. трансверсальный контур), и трансмиссии, позволявшей синхронизировать контур и подачу плёнки. При демонстрации киноплёнки начинала проигрываться музыка. Позднее Шолпо дорабатывал своё изобретение. Инструмент был уничтожен во время бомбардировки блокадного Ленинграда.
С 1931 года Шолпо заведовал научно-исследовательской Лабораторией графического звука на Ленинградской кинофабрике «Совкино» (затем «Союзкино», «Росфильм», «Ленфильм»; в 1948 году лаборатория была в составе НИИ звукозаписи). Методом Шолпо в 30-е годы был озвучен ряд художественных и анимационных фильмов. В 1936 был одним из организаторов Автономной научно-технической секции (АНТЕС) при Союзе композиторов. Е.Шолпо продолжал он свою работу и в блокадном Ленинграде. В 1941 году Шолпо стал доктором искусствоведения.
Евгений Шолпо умер 5 января 1951 года в Ленинграде.

## Семья
1-й брак — Евгения Дмитриевна, урожд. Малевская (умерла во время блокады Ленинграда).
- Сын — Александр Евгеньевич Шолпо (1915—2000). Биолог, кандидат биологических наук, преподаватель. Участник Великой Отечественной войны[6][7].
  - Внучка — Ирина Александровна Шолпо (Кузнецова; род. 1953, Саратов), математик (окончила Саратовский государственный университет по специальности «Прикладная математика»), кандидат физико-математических наук (1979)[8], доцент кафедры теории функций и стохастического анализа СГУ.

2-й брак — Ольга Сергеевна Павлинова-Шолпо (1898—1977)
- Сын — Дмитрий Евгеньевич Шолпо (род. 1926)
  - Внучка — Мария Дмитриевна Шолпо (Кораблева), кандидат культурологии, преподаватель
- Сын — Лолий Евгеньевич Шолпо (1928—2005), учёный в области палеомагнетизма Земли, доктор физико-математических наук, профессор.
  - Внучка — Инна Лолиевна Шолпо (род. 1958), учитель-словесник, кандидат педагогических наук, доцент, автор учебников и пособий по литературе.
- Дочь — Марина Евгеньевна Шолпо (род.1939), кандидат физико-математических наук.

Сестры и брат:
- Сестра — Вера Александровна Шолпо (1902—1970), живописец, театральный художник, художник-график. Её муж (с 1929) — Оскар Эмильевич Визель.
  - Племянник — Андрей Оскарович Визель (1930—2019), химик, лауреат Государственной премии Республики Татарстан в области науки и техники за комплексную разработку препарата «Димефосфон». Его сын — Александр Андреевич Визель, врач-пульмонолог, учёный.
- Сестра — Елизавета (Елизавета-Эмма-Анна) Александровна Шолпо (в пер. браке — Дианина), окончила Психоневрологический институт в Санкт-Петербуге.
- Брат — Шолпо Николай Александрович (1903—1941), историк, кандидат исторических наук, ученик академика В. В. Струве. Доцент кафедры истории Древнего Востока исторического факультета Ленинградского государственного университета, автор глав «Всемирной истории», соавтор учебника по истории Древнего мира для средней школы и учебного пособия по истории Древнего Востока для вузов. В начале Великой Отечественной войны ушел добровольцем в народное ополчение. Погиб на Ленинградском фронте осенью 1941 года[9].